# Kathryn Woolard
Kathryn Ann Woolard (ur. 1950 w Wellsville) – amerykańska antropolog. Zajmuje się antropologią lingwistyczną, relacją między językiem a tożsamością etniczną, społecznościami dwujęzycznymi, ideologiami językowymi oraz dyskursem politycznym w Katalonii, Hiszpanii i Stanach Zjednoczonych.
Doktoryzowała się w 1983 r. na Uniwersytecie Kalifornijskim w Berkeley.

## Publikacje (wybór)
- Double Talk: Bilingualism and the Politics of Ethnicity in Catalonia (1989)
- Identitat i contacte de llengües a Barcelona (1992)
- Language Ideologies: Practice and Theory (współautorstwo, 1998)
- Languages and Publics: The Making of Authority (współautorstwo, 2001)
- Singular and Plural: Ideologies of Linguistic Authority in 21st Century Catalonia (2016)